# كرايغ إريكسون
كرايغ إريكسون (بالإنجليزية: Craig Erickson)‏ هو لاعب كرة قدم أمريكية أمريكي، ولد في 17 مايو 1969 في بوينتون في الولايات المتحدة.

## وصلات خارجية
- كرايغ إريكسون على موقع مرجع كرة القدم المحترفة.كوم (الإنجليزية)